# Abbaye Notre-Dame du Miroir
Pour les articles homonymes, voir Abbaye Notre-Dame et Miroir (homonymie).
L’abbaye du Miroir, abbaye cistercienne, fut fondée en 1131 par Humbert seigneur de Coligny et de Chevreaux.

## L'édification du Miroir
Sur la route de Louhans, à quelque distance de Cuiseaux en Saône-et-Loire, se dressait l'abbaye du Miroir (nommée aussi "le Mirour" ou "le Mireur"), un monastère d'hommes de l'ordre de Citeaux érigé en 1131. Le premier fondateur de ce monastère, Humbert de Coligny, part, avec son fils Guerric en 1146, aux croisades à la suite de l'empereur Conrad III de Hohenstaufen. À son retour Guerric reprend le rôle de son père pour la gardienneté de l'abbaye et est plusieurs fois médiateur dans des litiges entre celle-ci et des seigneurs locaux.
À la fin du XIIIe siècle les successeurs d'Humbert de Coligny tiennent en fief l'avouerie de l'abbaye de Renaud de Bourgogne, comte de Montbéliard.
Renaud de Cuisel est témoin de la fondation de l'abbaye et des donations de Guillaume III de Bourgogne, comte de Mâcon. Déjà dotée de la forêt de Bilium attenante par son fondateur, Ponce sire de Cuisel et d'Onoz lui ajoute un grand domaine situé à Étival. De plus elle possède la terre et la forêt du Miroir ainsi que le vignoble de Montferrand (sur les terres de Gizia) avec le droit d'usage et de pâturage dans ses bois, la plus grande partie de Fléria, Villars-lez-Moreysia et quelques biens à Cousance, des rentes dans la saline de Salins qui avaient été données par Jean Ier de Chalon en 1243 ainsi que dans celle de Lons-le-Saunier obtenue en 1206 de Guillaume de Vienne et de Guy de Binant.
En 1219 meurt Scholastique, fille d'Henri Ier de Champagne et de Marie de France, épouse de Guillaume IV de Mâcon; elle est enterrée dans l'abbaye du Miroir où la rejoint quelques années plus tard son époux. En 1313 décède Étienne Ier de Coligny et il est inhumé dans l'église de l'abbaye, ainsi que son parent Jacques Ier de Coligny, dit Jacquemard, en 1435. Plusieurs membres de la Maison de Coligny sont enterrés dans l'abbaye du Miroir.
À Dijon l'abbaye possédait un hôtel nommé "le Miroir" et dans les anciens titres "hôtel du Mireur" ou "du Mireust"; il était situé dans l'ancienne rue saint-Jean à l'angle des rues Guillaume et des Gondrans (c'était plutôt une tour carrée percée au premier étage de grandes baies ogivales, crénelée et entourée de fossés,). Le quartier était nommé le "coin du Miroir". Cet hôtel fut démoli en 1767,.

## La querelle des dîmes
Dès le début de son existence l'abbaye a des démêlés avec le prieuré de Gigny (situé à Cuiseaux), de l'ordre de Cluny, au sujet des dîmes que les moines de Gigny voulaient percevoir comme de coutume sur les moissons des terres de l'abbaye du Miroir ; celle-ci s'y oppose en vertu du privilège accordé par Innocent II à l'ordre de Citeaux ("Nous ordonnons que personne ne se permette de vous demander ou de recevoir de vous les dîmes des terres cultivées par vos mains ou par celles des pères de votre ordre, non plus que la dîme de vos bestiaux") et invoque la protection des seigneurs de la région et du pape. Saint Bernard et Pierre le Vénérable (abbé de Cluny) s'occupent de trouver une solution à cette querelle, ils proposent que le Miroir reconnaisse que l'exemption de dîmes à Gigny n'est pas un droit mais une concession bénévole et que les religieux de Citeaux renoncent à bâtir d'autres abbayes sur les terres de Cluny. Cette transaction ne satisfait pas les moines de Gigny qui pillent l'abbaye du Miroir et la détruisent en partie. L'affaire prend des proportions importantes si bien que le pape Eugène III promulgue une bulle le 20 décembre 1150 pour mettre sous sa protection les biens de l'abbaye. Son successeur, Anastase IV, doit trancher le différend et en 1155 Héraclius de Montboissier (archevêque de Lyon et Henri de Winchester, tous deux retirés depuis quelque temps à l'abbaye de Cluny, décident que l'abbaye du Miroir paierait une rente à celle de Gigny en remplacement des dîmes que cette dernière lui cède. Cette décision est à l'origine d'un canon du concile général de Latran qui dispose que les moines de l'ordre de Citeaux paieraient les dîmes des terres qu'ils acquerraient lorsque ces terres y sont sujettes.

## L'union avec l'abbaye de Cîteaux
Après Jean de Ciry, dernier abbé régulier du Miroir en 1557, il y a encore trois abbés commendataires (Guillaume de Vautravers, Prosper de la Baume et Jean de Saint-Mauris) avant que Nicolas Boucherat, abbé général de Cîteaux, n'obtienne la réunion de l'abbaye du Miroir à la mense de la maison mère en 1610.

## De l'église abbatiale à l'église paroissiale
Les bâtiments claustraux sont rasés durant la Révolution. 
Seule subsiste aujourd'hui, de l'abbaye, l'ancienne église abbatiale, devenue église paroissiale du Miroir. 
L'une des curiosités de cette église est le siège abbatial qu'elle a conservé, du XVIe siècle, divisé en trois places, ponctué de larges accoudoirs moulurés et surmonté d'un dais chantourné de trois accolades flamboyantes en façade (classé MH le 4 juillet 1903).
Deux peintures murales, dans le chœur, ont été réalisées par Jean Tosi en 1952.

## Architecture et description

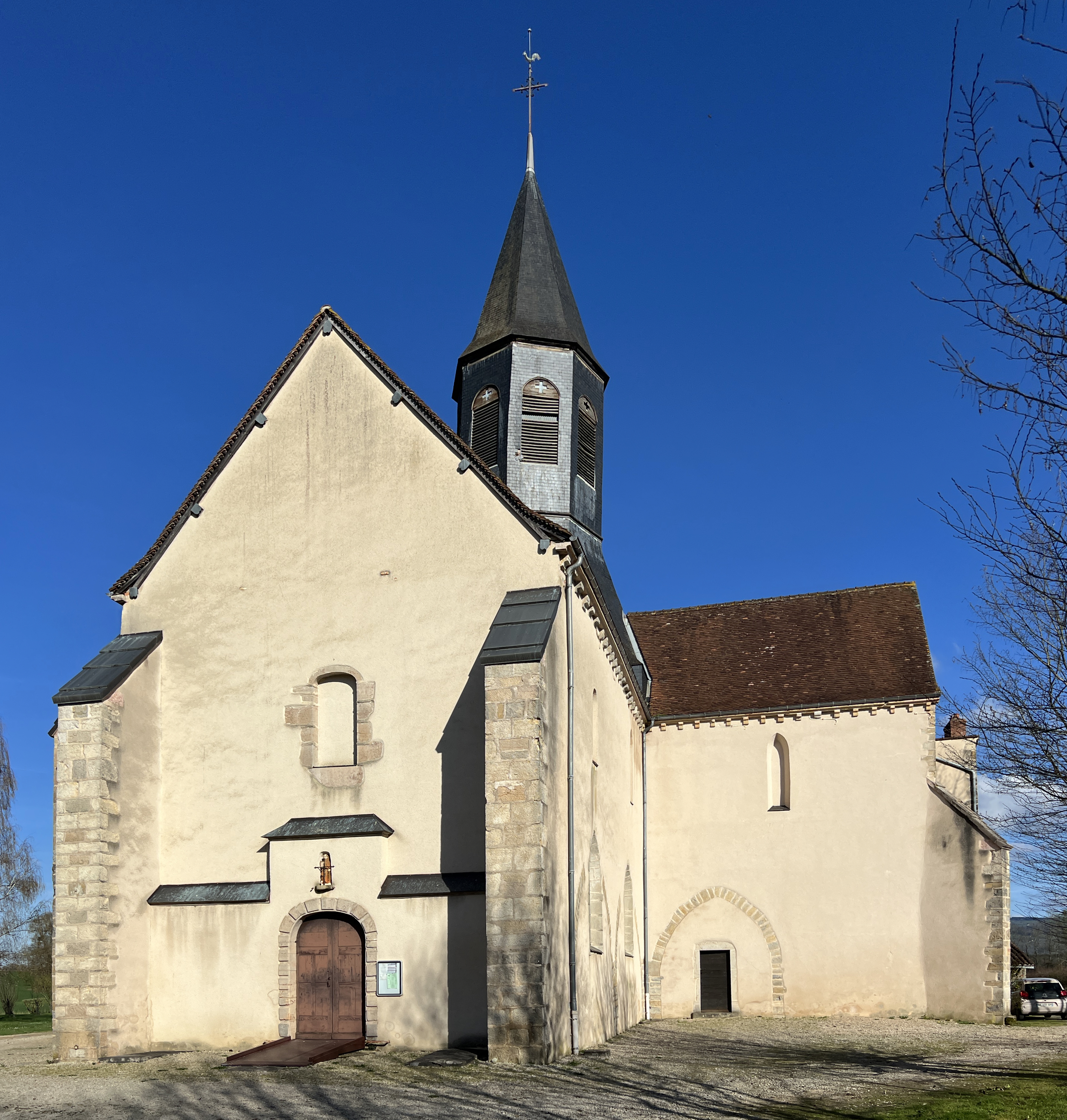
Façade principale.

L’église prieurale a été amputée : la nef a perdu trois travées (elle n’en compte plus que deux désormais) ainsi que ses collatéraux. Une chapelle greffée sur le bras sud du transept a elle aussi disparu. 
L’édifice actuel, dont l’aspect résulte de transformations effectuées aux XVIe et XVIIIe siècles, constitue cependant un témoignage historique. 
L’église contient de nombreuses pierres tombales des fondateurs et de leurs descendants, sculptées à effigie gravée, du XIVe siècle : 
- Jacques de Rate, chevalier, 1328 ;
- Simon de Pasquier, abbé du Miroir, 1348 ;
- Pierre de Pasquier, chevalier, 1341.

Ont été classées au titre des Monuments historiques en 1910 celles de :
- Guillaume de La Baume, en cotte d’arme, chevalier bienfaiteur de l’abbaye, 1360 ;
- Guillaume de l’Aubespin, moine et portier, 1348 ;
- Hugues Brun, curé de Cuisia et moine, 1347 ;
- Hugues de Saint-Amour, moine en prière.

A la fenêtre axiale est visible un vitrail historié sorti de l'atelier de Lucien Bégule (1848-1935), maître-verrier lyonnais, daté de 1902, payé par souscription de l’abbé Gatet, avec l’aide de la fabrique. Ce vitrail représente, de bas en haut :
1. l’abbaye du Miroir en 1720 ;
2. l’église du Miroir en 1886 ;
3. l’abbé Robert et ses douze moines cisterciens au Miroir le 5 septembre 1131 ;
4. la Guérison du novice Hugues par saint Bernard au Miroir en 1138.
L’ensemble est couronné par l’Immaculée Conception et la Vierge et l’Enfant.

## Filiation et dépendances
Notre-Dame du Miroir est fille de l'abbaye de Cîteaux.